# The Embarrassment of Riches (film)
The Embarrassment of Riches er en amerikansk stumfilm fra 1918 af Edward Dillon.

## Medvirkende
- Lillian Walker som Elizabeth Holt
- Carlton Brickert som John Russell
- John Costello som William Gildersleeve
- Edward Keenan som Bobby Gildersleeve
- Henry Sedley som Orloff